# Prosetín, Chrudim
Prosetín là một làng thuộc huyện Chrudim, vùng Pardubický, Cộng hòa Séc.